# غتسفيل
غتسفيل (بالإنجليزية: Gatesville, Texas)‏ هي مدينة تقع بولاية تكساس في شمال شرق الولايات المتحدة. تبلغ مساحة هذه المدينة 22.5 (كم²)، وترتفع عن سطح البحر 246 م، بلغ عدد سكانها 15591 نسمة في عام 2000 حسب إحصاء مكتب تعداد الولايات المتحدة وتصل الكثافة السكانية فيها 692.7 نسمة/كم2.

## التركيبة السكانية
حدّد مكتب تعداد الولايات المتحدة بيانات التركيبة السكانية لغتسفيل في تعداد الولايات المتحدة. في ما يلي، التركيبة السكانية حسب تعدادي 2000 و2010.

### تعداد عام 2000
بلغ عدد سكان غتسفيل 15,591 نسمة بحسب تعداد عام 2000، وبلغ عدد الأسر 2,640 أسرة وعدد العائلات 1,753 عائلة مقيمة في المدينة. في حين سجلت الكثافة السكانية 572.4 نسمة لكل كيلومتر مربع (1,482.5/ميل2). وبلغ عدد الوحدات السكنية 2,963 وحدة بمتوسط كثافة قدره 108.8 لكل كيلومتر مربع (281.8/ميل2).
وتوزع التركيب العرقي للمدينة بنسبة 63.20% من البيض و27% من الأمريكيين الأفارقة و0.34% من الأمريكيين الأصليين و0.35% من الأمريكيين ذوي الأصول الآسيوية و0.05% من سكان جزر المحيط الهادئ و8.49% من الأعراق الأخرى و0.56% من عرقين مختلطين أو أكثر و14.73% من الهسبانيون أو اللاتينيون من أي عرق.
بلغ عدد الأسر 2,640 أسرة كانت نسبة 36.4% منها لديها أطفال تحت سن الثامنة عشر تعيش معهم، وبلغت نسبة الأزواج القاطنين مع بعضهم البعض 49.2% من أصل المجموع الكلي للأسر، ونسبة 13.3% من الأسر كان لديها معيلات من الإناث دون وجود شريك،  بينما كانت نسبة 4% من الأسر لديها معيلون من الذكور دون وجود شريكة وكانت نسبة 33.6% من غير العائلات. تألفت نسبة 29.9% من أصل جميع الأسر من عدة أفراد يعيشون في نفس المنزل ونسبة 15.2% كانت تتألف من شخص يعيش بمفرده يبلغ من العمر 65 عاماً أو أكثر. وبلغ متوسط حجم الأسرة المعيشية 2.46، أما متوسط حجم العائلات فبلغ 3.04.
بلغ العمر الوسطي للسكان 35.4 عاماً. وكانت نسبة 11.6% من القاطنين تحت سن الثامنة عشر، وكانت نسبة 3.7% بين الثامنة عشر والرابعة والعشرين عاماً، ونسبة 11.4% كانت واقعةً في الفئة العمرية ما بين الخامسة والعشرين والرابعة والأربعين عاماً، ونسبة 8.3% كانت ما بين الخامسة والأربعين والرابعة والستين، ونسبة 6.7% كانت ضمن فئة الخامسة والستين عاماً فما فوق. يوجد لكل 100 أنثى 88.5 ذكر، ويوجد لكل 100 أنثى في الثامنة عشر من عمرها فما فوق 82.9 ذكر.
بلغ متوسط دخل الأسرة في المدينة 29,534 دولارًا، أما متوسط دخل العائلة فبلغ 36,543 دولارًا. وكان متوسط دخل الذكور 30,625 دولارًا مقابل 17,073 دولارًا للإناث. وسجل دخل الفرد الخاص بالمدينة 11,152 دولارًا. وكانت نسبة 12.4% من العائلات ونسبة 14.3% من السكان تحت خط الفقر، وكان من هؤلاء نسبة 18.2% تحت سن الثامنة عشر ونسبة 14.9% في الخامسة والستين من العمر وما فوق.

### تعداد عام 2010
بلغ عدد سكان غتسفيل 15,751 نسمة بحسب تعداد عام 2010، وبلغ عدد الأسر 2,955 أسرة وعدد العائلات 1,908 عائلة مقيمة في المدينة. في حين سجلت الكثافة السكانية 578.2 نسمة لكل كيلومتر مربع (1,497.5/ميل2). وبلغ عدد الوحدات السكنية 3,303 وحدة بمتوسط كثافة قدره 121.3 لكل كيلومتر مربع (314.2/ميل2).
وتوزع التركيب العرقي للمدينة بنسبة 70.78% من البيض و20.03% من الأمريكيين الأفارقة و0.53% من الأمريكيين الأصليين و0.50% من الأمريكيين ذوي الأصول الآسيوية و0.03% من سكان جزر المحيط الهادئ و6.54% من الأعراق الأخرى و1.59% من عرقين مختلطين أو أكثر و17.14% من الهسبانيون أو اللاتينيون من أي عرق.
بلغ عدد الأسر 2,955 أسرة كانت نسبة 36.2% منها لديها أطفال تحت سن الثامنة عشر تعيش معهم، وبلغت نسبة الأزواج القاطنين مع بعضهم البعض 44.6% من أصل المجموع الكلي للأسر، ونسبة 15.1% من الأسر كان لديها معيلات من الإناث دون وجود شريك،  بينما كانت نسبة 4.9% من الأسر لديها معيلون من الذكور دون وجود شريكة وكانت نسبة 35.4% من غير العائلات. تألفت نسبة 30% من أصل جميع الأسر من عدة أفراد يعيشون في نفس المنزل ونسبة 13.9% كانت تتألف من شخص يعيش بمفرده يبلغ من العمر 65 عاماً أو أكثر. وبلغ متوسط حجم الأسرة المعيشية 2.51، أما متوسط حجم العائلات فبلغ 3.14.
بلغ العمر الوسطي للسكان 37.6 عاماً. وكانت نسبة 13.1% من القاطنين تحت سن الثامنة عشر، وكانت نسبة 9.4% بين الثامنة عشر والرابعة والعشرين عاماً، ونسبة 44.4% كانت واقعةً في الفئة العمرية ما بين الخامسة والعشرين والرابعة والأربعين عاماً، ونسبة 25.6% كانت ما بين الخامسة والأربعين والرابعة والستين، ونسبة 7.5% كانت ضمن فئة الخامسة والستين عاماً فما فوق. وتوزع التركيب الجنسي للسكان بنسبة 41.6% ذكور و58.4% إناث.

## أعلام
- كوتن ديفيدسون
- بارت براينت
- ويليام بلانكنشيب
- دان إدواردز

## وصلات خارجية
- The US50 - Cities and Towns in Texas State